# Orquestrina La Vallessana
L'Orquestrina La Vallessana (volgudament amb doble essa) va ser una formació musical sabadellenca que interpretava balls de saló entre 1978 i 1988. La van formar tres persones que vivien juntes: el filòleg Joan Torroella (percussió), l'arquitecte Toni Sorolla (contrabaix) i el músic Joan Alavedra (acordió). Ben aviat s'hi va afegir l'actor i doblador Jordi Boixaderas com a vocalista. Hi van passar també el músic Pau Tarruell (saxo), Carles Pineda (saxo), Joan Prat (bateria) i, encara més endavant, el traductor Joan Sellent, l'actriu Mont Plans i el músic Manel Tortajada (bateria). El 1988 el conjunt es va professionalitzar, convertit en el Quartet Lisboa. L'any 2014, alguns dels membres van fer dos concerts a la Cava Urpí de Sabadell, per recordar els vells temps.